# Tumor Biology
Tumor Biology, abgekürzt Tumor Biol., ist eine wissenschaftliche Fachzeitschrift, die von IOS Press im Auftrag der International Society of Oncology and BioMarkers veröffentlicht wird. Zwischen 2017 und 2020 wurde sie von SAGE Publications veröffentlicht und davor von Springer-Verlag. Die Zeitschrift erscheint seit 2017 im Open Access. Die Zeitschrift wurde 1980 unter dem Namen Oncodevelopmental Biology and Medicine gegründet, änderte den Namen 1984 in Tumor Biology und erscheint derzeit mit sechs Ausgaben im Jahr. Es werden Arbeiten veröffentlicht, die sich mit Fragen einer spezifischen Tumorbehandlung sowie mit Tumormarkern beschäftigen.
Der Impact Factor lag im Jahr 2015 bei 2,926. Nach der Statistik des ISI Web of Knowledge wird das Journal mit diesem Impact Factor in der Kategorie Onkologie an 104. Stelle von 213 Zeitschriften geführt.